# جان هندرسون
جان هندرسون (به انگلیسی: John Henderson) سناتور سابق عضو حزب ویگ بود. وی در سال ۱۸۳۹ تا ۱۸۴۵ میلادی سناتور ایالت میسیسیپی در سنای ایالات متحده آمریکا بود.